# التسلسل الزمني للإسلام في القرن 7 م

## القرن السابع (600–700)
تقدر الفترة من 23 ق هـ - 81 هـ
- 605 م / 17 ق هـ: مولد فاطمة بنت محمد ابنة الرسول وزوجة علي بن أبي طالب وأتت منها جميع ذرية الرسول. إعادة بناء الكعبة. وقد ساهم الرسول بها[1]
- 610 م / 12 ق هـ: بدء نزول الوحي على الرسول في غار حراء. وقد آمنت به زوجته خديجة مباشرة.[2]
- 613 م / 9 ق هـ: الجهر بالدعوة من جبل الصفا
- 614 م / 8 ق هـ: بدأت قريش باضطهاد المسلمين. حيث هاجر منهم إلى الحبشة.
- 615 م / 7 ق هـ: عمر وحمزة يدخلان الإسلام.
- 616 م / 6 ق هـ: الهجرة الثانية إلى الحبشة.
- 617 م / 5 ق هـ: مقاطعة قريش لبني هاشم وحصارهم في شعب أبي طالب.
- 619 م / 3 ق هـ: بسبب المقاطعة وفاة أبو طالب عم الرسول وزوجته خديجة. وسمى ذلك العام بعام الحزن.
- 620 م / 2 ق هـ: خروج النبي محمد إلى الطائف للدعوة. وحادثة ليلة الإسراء والمعراج.
- 621 م / 1 ق هـ: بيعة العقبة.
- 622 م / 1 هـ: هجرة الرسول إلى المدينة المنورة وعرف هذا التاريخ على أنه بداية التقويم الهجري. صحیفة المدینة التي اسست أول نظام حكم اسلامي في المدينة.
- 624 م / 2 هـ: معركة بدر. طرد يهود بني قينقاع من المدينة. تحويل القبلة من بيت المقدس إلى الكعبة.[3]
- 625 م / 3 هـ: معركة أحد. اجلاء يهود بني بني النضير من المدينة. مولد الحسن بن علي بن أبي طالب.
- 626 م / 4 هـ: مولد الحسين بن علي بن أبي طالب.
- 627 م / 5 هـ: معركة الخندق. النبي يحارب بني قريظة.
- 628 م / 6-7 هـ: صلح الحديبية. رسائل محمد بن عبد الله إلى الملوك والحكام. غزوة خيبر.
- 629 م / 7 هـ: الرسول يؤدي عمرة القضاء. معركة مؤتة.
- 630 م / 8 هـ: فتح مكة. معركة حنين. سرية أوطاس. غزوة الطائف.
- 631 م / 9 هـ: غزوة تبوك ضد الغساسنة.
- 632-631 م / 9-10 هـ: إسلام ثقيف، عام الوفود.
- 632 م / 10 هـ: حجة الوداع.
- 632 م / 11 هـ: وفاة الرسول ثم لحقته ابنته فاطمة. اختيار أبو بكر الصديق خليفة للرسول في سقيفة بني ساعدة. ارتداد معظم العرب وظهور مسيلمة الكذاب وبداية حروب الردة فابتدأت بمعركة اليمامة.
- 633 م / 12 هـ: انتهاء الردة وتوحيد الجزيرة العربية مرة أخرى. أبوبكر يجمع القرآن ويوجه الجيوش لفتح العراق والشام ومعركة كاظمة.
- 634 م / 13 هـ: استكمال فتوح الشام والعراق، فتح دمشق. وفاة أبوبكر الصديق وتولية عمر زمام الخلافة.
- 635 م / 14 هـ: معارك: الجسر والبويب وفحل. بناء البصرة.
- 636 م / 15 هـ: معارك: اليرموك والقادسية.
- 637 م / 16 هـ: فتح القدس والعهدة العمرية والبدء في فتح فارس بفتح المدائن.
- 638 م / 17 هـ: استكمال فتح الجزيرة الفراتية. بناء الكوفة. عزل خالد بن الوليد عن قيادة الجيوش.
- 639 م / 18 هـ: طاعون عمواس وعام الرمادة. والبدء في فتح مصر.
- 641 م / 20 هـ: فتح الإسكندرية
- 642 م / 21 هـ: معركة نهاوند وسميت فتح الفتوح. استكمال فتح مصر.
- 643 م / 22 هـ: البدء في الفتح الإسلامي للمغرب
- 644 م / 23 هـ: مقتل عمر بن الخطاب، وتولية عثمان بن عفان خليفة للمسلمين.
- 649 م / 28 هـ: غزو قبرص وفتحها، زواج عثمان من نائلة بنت الفرافصة.
- 651 م / 30 هـ: نسخ القرآن الكريم وإرساله منه إلى مختلف الأمصار وسميت بمصحف عثمان.
- 653 م / 32 هـ: أول احتكاك بين المسلمين والترك الخزر، هزم فيها المسلمين وقتل قائدهم عبد الرحمن بن ربيعة الباهلي. إعادة غزو قبرص.
- 654 م / 33 هـ: بداية تذمر ضد عثمان من الكوفة بسبب إعادة تولية سعيد بن العاص عليها.
- 656 م / 35 هـ: معركة ذات الصواري. وبداية فتنة مقتل عثمان وتولي علي بن أبي طالب زمام الخلافة.
- 656 م / 36 هـ: علي ينقل عاصمته إلى الكوفة. معركة الجمل
- 657 م / 37 هـ: وقعة صفين
- 658 م / 38 هـ: معركة النهروان
- 659 م / 38 هـ: احتل معاوية مصر ومقتل واليها محمد بن أبي بكر ويصالح قسطنطين الثاني وهو أول صلح مع الروم.[4]
- 661 م / 40 هـ: اغتيال علي بن ابي طالب. واستلام ابنه الحسن زمام الحكم.
- 661 م / 41 هـ: تنازل الحسن بن علي عن الخلافة لمعاوية.
- 662 م / 42 هـ: توغل عقبة بن نافع في أفريقية وفتحه غدامس وودان وبلاد البربر.
- 663 م / 43 هـ: فتح كابل على يد عبد الرحمن بن سمرة
- 669 م / 49 هـ: وفاة الحسن بن علي مسموما.
- 670 م / 50 هـ: أسس عقبة بن نافع مدينة القيروان
- 673 م / 53 هـ: أول حملة بقيادة يزيد بن معاوية لحصار القسطنطينية وقد مات فيها الصحابي أبي أيوب الأنصاري.
- 676 م / 56 هـ: محاولة معاوية أخذ البيعة لإبنه يزيد
- 680 م / 60 هـ: وفاة معاوية وتولية ابنه يزيد الخلافة. وفك الحصار عن القسطنطينية بعد سبع سنوات من الحصار. بدء الفتنة الثانية
- 680 م / 61 هـ: مقتل الحسين بن علي في معركة كربلاء.
- 683 م / 63 هـ: وصول عقبة بن نافع بحر الظلمات المحيط الأطلسي. ثم يقتل في معركة بالقرب من بسكرة[5]، فأخلى المسلمون مدينة القيروان إلى برقة. وقعة الحرة واستباحة المدينة
- 683 م / 64 هـ: وفاة يزيد بن معاوية وتولية ابنه معاوية بن يزيد الذي تنازل عنها بعد شهرين.
- 684 م / 64 هـ: إعلان كلا من ابن الزبير ومروان بن الحكم نفسيهما خليفة للمسلمين.
- 685 م / 65 هـ: وفاة مروان بن الحكم واستلام ابنه عبد الملك بن مروان الحكم من بعده. معركة عين الوردة.
- 686 م / 66 هـ: شرع عبد الملك في بناء قبة الصخرة.[6] ثورة المختار الثقفي.
- 687 م / 67 هـ: انتهاء ثورة المختار ومقتله على يد جيش ابن الزبير.
- 688 م / 69 هـ: مقتل كسيلة في معركة ممس على يد زهير بن قيس البلوي.
- 689 م / 69 هـ: عبد الملك يصالح جستنيان الثاني ليتفرغ لإبن الزبير.[7]
- 690 م / 70 هـ: بنى حسان بن النعمان مدينة تونس واختطها سنة 82 هـ.
- 691 م / 72 هـ: مقتل مصعب بن الزبير وإبراهيم بن الأشتر في معركة دير الجثاليق والحاق العراق إلى حكم عبد الملك. الانتهاء من بناء قبة الصخرة.
- 692 م / 73 هـ: الحجاج يحاصر مكة. مقتل ابن الزبير وهدم الكعبة. وانفراد عبد الملك بن مروان بالخلافة. ثورة موسى بن عبد الله بن خازم على الأمويين.[8]
- 693 م / 74 هـ: أمر عبد الملك البدء بتعريب كامل للدنانير[9] واكتمل سكها سنة 77 هـ. هزيمة حسان بن النعمان أمام الكاهنة وطرده من شمال أفريقيا حتى سرت. بناء مدينة واسط.
- 694 م / 75 هـ: الحجاج أميرا للعراق.
- 699 م / 80 هـ: ثورة ابن الأشعث على الحجاج. انتصار حسان بن النعمان على الكاهنة في قابس.